# Dwoista Turnia (Tatry)
Dwoista Turnia (słow. Dvojitá veža, niem. Ottospitze, węg. Ottocsúcs) – turnia o wysokości 2312 m n.p.m. w masywie Granatów Wielickich, w słowackich Tatrach Wysokich. Należy do Granackich Turni – wyższej z dwóch części Granatów Wielickich. Od Wielkiej Granackiej Turni oddziela ją Niżnia Granacka Szczerbina, a od Wielickiej Kopy szerokie siodło Dwoistej Przełęczy. W południowo-zachodnim żebrze Dwoistej Turni znajduje się Wielicka Baszta, od wierzchołka oddzielona Dwoistym Przechodem, przez który biegnie Granacka Ławka.
Dwoista Turnia jest turnią dwuwierzchołkową, wierzchołek południowy jest nieco niższy od północnego. W północno-zachodniej grani opadającej w stronę Niżniej Granackiej Szczerbiny znajdują się kolejno:
- Wyżnia Dwoista Szczerbina (Vyšná Dvojitá štrbina),
- Dwoista Kopa (Dvojitá kopa),
- Pośrednia Dwoista Szczerbina (Prostredná Dvojitá štrbina),
- Dwoista Baszta (Dvojitá bašta),
- Niżnia Dwoista Szczerbina (Nižná Dvojitá štrbina),
- Dwoiste Czuby (Dvojité zuby).

Wierzchołek Dwoistej Turni jest dobrym punktem widokowym, z którego dobrze widoczny jest cały masyw Gerlacha. Nie jest dostępna dla turystów, jedynie dla taterników, dla których najciekawsze są jej urwiska od strony Doliny Wielickiej.
Nazwa Dwoistej Turni i obiektów w jej masywie pochodzi od dwóch wierzchołków tejże turni. Dawniej Dwoistą Turnię nazywano Granacką Turnią. Obecne nazewnictwo niemieckie i węgierskie zostało nadane na cześć Augusta Otto, niemieckiego taternika.

## Historia
Pierwsze wejścia turystyczne:
- Edward Muhle, 4 sierpnia 1897 r. – letnie (pierwsze znane wejście, wcześniejsze wejścia są prawdopodobne),
- Zygmunt Klemensiewicz i Jerzy Maślanka, 6 kwietnia 1909 r. – zimowe.